# Fork in the Road
Fork in the Road es el trigésimo primer álbum de estudio del músico canadiense Neil Young, publicado por la compañía discográfica Reprise Records en abril de 2009.
Las canciones del álbum están inspiradas en el automóvil Lincoln 1959 de Young, que fue reconvertido para usar energías alternativas como combustible, y tiene como trasfondo principal el proyecto Lincvolt, en el que Young ha trabajado junto al mecánico Jonathan Goodwin.  Un documental producido por Larry Johnson seguirá a la publicación de Fork in the Road en el viaje del híbrido hasta Washington D. C. con el fin de presentarlo en sociedad como modelo alternativo al uso de los automóviles habituales. Sin embargo, el músico perdió el coche, además de archivos e instrumentos musicales por valor de 850 000 dólares, en un incendio que asoló un almacén de su propiedad en 2010. A pesar de los daños que sufrió el vehículo y de la muerte a comienzos de 2010 de su compañero Johnson, Young volvió a restaurar el coche.
La canción "Fork in the Road" fue nominada al Grammy a la mejor interpretación vocal de rock solista en la 52.ª edición de los premios.

## Recepción
Tras su lanzamiento, Fork in the Road obtuvo reseñas mixtas de la prensa musical, con un promedio de 61 sobre 100 en la web Metacritic basado en 21 reseñas. Stephen Thomas Erlewine de Allmusic comentó: «A pesar del trasfondo de nostalgia por los automóviles aquí, Young no vive en el pasado y es muy consciente de la actualidad. Esta mezcla de pensamientos soñadores del pasado, escupiendo furia sobre el presente, y haciendo planes sobre el futuro hacen de Fork in the Road un poco una patada que lo impulsa a través de algunas canciones que no son más que una muesca de garage, pero en conjunto se beneficia de su desorden». Will Hermes de la revista Rolling Stone escribió: «Es mayoritariamente duro, con un poco de rock and roll, por lo que las metáforas sobre automóviles encajan. "Puedes conducir mi coche", gorjea haciéndose eco de The Beatles con fragmentos de guitarra de "Cortez the Killer". Pero a lo que más se parece es a Living with War, el álbum de rock reformulado como diatriba de blog». La revista Blender comentó sobre el álbum: «Aprovechando pragmáticamente su seguro sentido del tono, su falsete y su dominio sobre los hechos políticos que excedió en Living with War, ha dado lugar al primer gran álbum de protesta de la nueva administración».
A nivel comercial, Fork in the Road alcanzó el puesto 19 en la lista estadounidense Billboard 200 y el cuatro en la lista Top Rock Albums, con más de 28 000 copias en su primera semana en los Estados Unidos. En el Reino Unido, el álbum alcanzó el puesto 22 en la lista UK Albums Chart, mientras que en Canadá llegó al puesto 15. En Noruega, el álbum alcanzó a la primera posición de la lista VG-lista.

## Lista de canciones
Todas las canciones escritas y compuestas por Neil Young. 
| N.º | Título                 | Duración |  |
| 1.  | «When Worlds Collide»  | 4:14     |  |
| 2.  | «Fuel Line»            | 3:11     |  |
| 3.  | «Just Singing a Song»  | 3:31     |  |
| 4.  | «Johnny Magic»         | 4:18     |  |
| 5.  | «Cough Up the Bucks»   | 4:38     |  |
| 6.  | «Get Behind the Wheel» | 3:06     |  |
| 7.  | «Off the Road»         | 3:22     |  |
| 8.  | «Hit the Road»         | 3:36     |  |
| 9.  | «Light a Candle»       | 3:01     |  |
| 10. | «Fork in the Road»     | 5:47     |  |

## Personal
Músicos
- Neil Young: guitarra eléctrica, guitarra acústica y voz.
- Ben Keith: lap steel guitar, guitarra eléctrica, órgano Hammond B-3 y coros.
- Anthony Crawford: guitarra eléctrica, guitarra acústica, piano, órgano Hammond B-3 y coros.
- Pegi Young: vibráfono, guitarra acústica y coros.
- Rick Rosas: bajo
- Chad Cromwell: batería

## Posición en listas
| País              | Lista                      | Posición |
| ----------------- | -------------------------- | -------- |
| Alemania          | Media Control Top-50 Chart | 17       |
| Australia         | ARIA Albums Chart          | 37       |
| Austria           | Ö3 Austria Top 40          | 45       |
| Bélgica (Flandes) | Ultratop 200 Albums        | 13       |
| Bélgica (Valonia) | Ultratop 200 Albums        | 48       |
| Canadá            | Canadian Albums Chart      | 15       |
| Dinamarca         | Danish Chart               | 15       |
| España            | Promusicae                 | 38       |
| Estados Unidos    | Billboard 200              | 19       |
| Estados Unidos    | Top Rock Albums            | 4        |
| Finlandia         | Top 50 Albums              | 16       |
| Francia           | SNEP Albums Chart          | 31       |
| Noruega           | VG-lista Albums Chart      | 1        |
| Nueva Zelanda     | New Zealand Music Chart    | 28       |
| Reino Unido       | UK Albums Chart            | 22       |
| Países Bajos      | Mega Album Tol 100         | 23       |
| Suecia            | Albums Top 60              | 11       |
| Suiza             | Hit Parade Albums Top 100  | 65       |